# 삼성 토코 아이콘
삼성 토코 아이콘(Samsung Tocco Icon, Samsung S5260)는 삼성전자가 2011년 5월에 출시한 휴대 전화이다.

## 같이 보기
- 삼성 토코
- 삼성 토코 울트라 에디션